# Oscar von Sydow

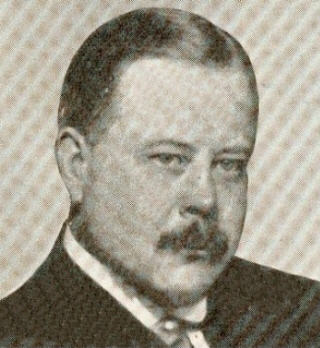
Oscar von Sydow

Oscar Fredrik von Sydow (* 12. Juli 1873 in Kalmar; † 19. August 1936) war ein schwedischer Politiker und Ministerpräsident von Schweden (Sveriges Statsminister).

## Studium und berufliche Laufbahn
Der Sohn eines Magistratssekretärs begann 1890 ein Studium der Rechtswissenschaften an der Universität Uppsala, das er 1894 mit einem Diplom abschloss.
Anschließend wurde er Angestellter und später Richter beim Appellationsgericht Svea hovrätt, an dem er 1907 zum Assessor und 1909 zum Gerichtsrat (hovrättsråd) aufstieg.

### Staatssekretär, Regierungspräsident und Minister
1906 unterbrach er seine Tätigkeit beim Appellationsgericht von Svea und war anschließend bis 1911 zugleich Expeditionschef (Staatssekretär) im Ministerium für öffentliche Verwaltung (Civildepartementet). Dieses Ministerium war zu diesem Zeitpunkt zuständig für Handel, Industrie, Kommunikation, Provinzialverwaltung und Provinziallandtage (Landsting), Städte und Gemeinden, soziale Angelegenheiten sowie Post und Telegrafie.
Danach wurde er 1911 Regierungspräsident (Landshövding) der Provinz Norrbotten. Dieses Amt übte er bis 1914 aus.
Am 17. Februar 1914 berief ihn Ministerpräsident Hjalmar Hammarskjöld selbst zum Minister für öffentliche Verwaltung. Dieses Amt übte er bis zum Ende von dessen Amtszeit am 30. März 1917 aus. Das wichtigste Ereignis während seiner Tätigkeit als Minister war dabei die Gründung der Arbeitslosigkeitskommission (Arbetslöshetskommissionen).
Im Anschluss daran war er von 1917 bis 1934 Regierungspräsident der Provinz Göteborg und Bohus. In den Jahren 1919 und 1920 vertrat er Schweden in der „Internationalen Kommission für die Überwachung des Plebiszits in Schleswig“, die die Volksabstimmung in Schleswig im Jahr 1920 durchführte.

### Ministerpräsident
Nach dem Rücktritt von Ministerpräsident Louis de Geer wegen dessen Niederlage bei einem Misstrauensvotum wurde er von König Gustav V. am 23. Februar 1921 zum Ministerpräsidenten ernannt, nachdem der frühere Ministerpräsident Karl Hjalmar Branting zweimal die Bildung einer Regierung abgelehnt hatte.
Während seiner Regierungszeit wurde ein Gesetz zur Abschaffung der Todesstrafe verabschiedet. Am 13. Oktober 1921 musste er jedoch bereits als Ministerpräsident wieder zurücktreten, nachdem die Sozialdemokratische Partei trotz vorheriger Vereinbarungen gegen wichtige Finanz- und Verteidigungsgesetze gestimmt hatte.
Von 1934 bis zu seinem Tode war er als Reichsmarschall Leiter des Königlichen Hofstaates.